# Капітан Смірнов (судно)
«Капітан Смірнов» — газотурбохід, головне судно проєкту 1609 «Атлантика», побудоване у 1979 році в Миколаєві на Чорноморському суднобудівному заводі. На момент побудови було найбільш бистрохідним судном радянського транспортного флоту.

## Історія
Проєкт судна розроблявся в 1972—1974 роках у центральному конструкторському бюро «Чорноморсуднопроєкт» в Миколаєві на чолі з головним конструктором В. К. Івженко. Судно, як і всю серію, будували на Чорноморському суднобудівному заводі. У 1979 році на воду було спущено головне судно однойменної серії проєкту 1609 «Атлантика» — газотурбохід «Капітан Смирнов».
Великотоннажні ролкери призначалися для перевезення вантажів на колісній базі (автомобілів, вантажівок, спецтехніки тощо), а за бажанням могли бути використані як контейнеровози. Техніку заганяли на палубу своїм ходом — для цього в кормовій частині була передбачена широка апарель (частина корми, що відкидається). Вантаж розташовувався на чотирьох палубах. Для переміщення вантажів всередині судна на борту ролкерів були 14 автонавантажувачів виробництва фірми Valmet (Фінляндія) і стаціонарні внутрішні рампи з нахилом 7 градусів, що ведуть з однієї палуби на іншу.
Головною особливістю газотурбоходів типу «Капітан Смирнов» була висока швидкість ходу, небачена раніше для цивільних суден. На повному ходу судно розвивало швидкість до 25 вузлів. «Капітан Смирнов» працював на лінії Чорне море — В'єтнам і за 50 діб робив заходи в 16 портів.
«Капітан Смірнов» проєктувався як судно з подвійним призначенням. У разі потреби вантажне судно могло бути в найкоротші терміни переобладнано у швидкохідний транспорт постачання. Про це кажуть і вибір потужних газових турбін, а не економічних дизелів основною рушійною силою, і нереалізований радянський проєкт протичовнового вертольотоносця проєкту 10200 «Халзан», що створювався на основі «цивільного» судна «Капітан Смірнов».
Після розпаду СРСР усі чотири судна дісталися Україні і були приватизовані. Згодом їхні власники продали газотурбоходи компаніям Global Container Lines і Marianna Shipbuilding Ltd. У 2001—2002 роках три з них опинилися на звалищі металобрухту в Індії, куди в 2001 році вийшов в останній рейс і «Капітан Смірнов». Останнє з суден, «Володимир Васляєв», поповнило лави ВМС США. Судно було переобладнано і завдяки своїм унікальним характеристикам було відібране серед інших 30 суден до групи сил швидкого реагування — елітного підрозділу Командування морських перевезень.

## Технічні характеристики
За типом судна «Капітан Смірнов» відноситься до газотурбоходів, ролкерів (накатний Ro-Ro). Конструктивно чотирипалубий, з похилим бульбоподібним носом і транцевою кормою, надбудовою, зміщеною в корму, з кормовою трисекційною кутовою рампою, з подвійним бортом протягом усіх вантажних відсіків і другим дном, з двома підрулювальними пристроями.
- Довжина: 227,3 метрів;
- Ширина: 30,0 метрів;
- Висота борту: 21,0 метрів;
- Осадка: 9,9 метрів;
- Екіпаж: 55 осіб;
- Дедвейт: 20 075 тон;
- Тип головного двигуна: два газотурбінних агрегати «М25» (бортові, кожен на свій гвинт);
- Потужність головного двигуна: 50 000 к. с. (18 400 кВт);
- Швидкість: 25 вузлів;
- Контейнеромісткість: 1230 TEU;
- Валова місткість: 14 345 тон.